# Cerleanske Peredmistea, Horodok
Cerleanske Peredmistea (în ucraineană Черлянське Передмістя) este un sat în comuna Uhrî din raionul Horodok, regiunea Liov, Ucraina.

## Demografie
Componența lingvistică a localității Cerleanske Peredmistea
     Ucraineană (99,5%)
     Alte limbi (0,41%)
Conform recensământului din 2001, majoritatea populației localității Cerleanske Peredmistea era vorbitoare de ucraineană (99,5%), existând în minoritate și vorbitori de alte limbi.